# Собака Баскервилей (фильм, 1971)
«Собака Баскервилей» — советский двухсерийный чёрно-белый телевизионный фильм, третья серия телеспектакля о сыщике Шерлоке Холмсе, режиссёра Антонины Зиновьевой по одноимённой повести Артура Конан-Дойля, снятый в 1971 году Центральным телевидением СССР, и изъятый из показа по советскому телевидению после эмиграции Льва Круглого в 1979 году. Единственная копия фильма найдена в 2003 году.
Первый советский телефильм о Шерлоке Холмсе и единственно сохранившийся, после телеспектаклей «Из рассказов о Шерлоке Холмсе» («Женщина, которая…», 1968 год) и «Первое дело доктора Уотсона» (1968 год) режиссёра Владимира Эуфера, и «Министры и сыщики» (1969 год) режиссёра Бориса Ниренбурга.

## Сюжет
Мистическое проклятие, висящее над родом Баскервилей, стало причиной смерти владельца поместья Чарльза Баскервиля. Единственным, как кажется на первый взгляд, наследником является Генри Баскервиль, проживающий в Северной Америке.
Приезд молодого баронета окружён рядом забавных происшествий, которым не придаётся должного внимания. Однако Холмс видит в них определённую логику и решается на сложную авантюру: предлагает провести это расследование своему верному помощнику доктору Уотсону. Уотсон сопровождает сэра Генри в Баскервиль-Холл.

## История
Фильм снимался Центральным телевидением СССР в Литовской ССР.
В 1979 году Лев Круглый, сыгравший в фильме доктора Уотсона, эмигрировал из СССР на Запад, и затем несколько лет работал диктором на радио «Свобода». В связи с данным фактом, фильм был запрещён к показу на телевидении.
В 2003 году единственная сохранившаяся копия картины найдена исследователями в архиве Гостелерадиофонда, и, после некоторой реставрации, показана по телевидению.

## Критика
Журналист Александр Лычавко в своей оценке разных экранизаций «Собаки Баскервилей» на портале TUT.BY пишет, что данный советский спектакль очень близок по содержанию к оригиналу произведения. Как в телеспектакле, в нём доминирует камерный антураж. Журналист отмечает качественную работу актёров и оператора. Автора описания немного разочаровывает, что Холмс в фильме объясняет зрителю подробности до развязки фильма, хотя в оригинальной книге они даются после завершения дела, в доме на Бейкер-Стрит. Также журналист пишет, что «собака промелькнула на экране буквально на пяток секунд, и зритель не успевает прочувствовать всего ужаса». Отмечает он и ошибки: отель Northumberland на конверте подписан как Norsamberland.

## В ролях
- Николай Волков — Шерлок Холмс
- Лев Круглый — доктор Уотсон
- Олег Шкловский — Генри Баскервиль
- Анатолий Адоскин — доктор Мортимер
- Александр Кайдановский — Стэплтон
- Екатерина Градова — Бэрил Стэплтон
- Григорий Лямпе — Джон Бэрримор, дворецкий
- Мария Овчинникова — Элиза Бэрримор, его жена
- Валентина Смелкова — Лора Лайонс
- Виктор Камаев — Лестрейд
- Лев Любецкий — кэбмен
- Антонио Пинто Гомес — Картрайт
- Кирилл Глазунов — Селден
- Леонид Платонов — начальник почтовой конторы
- Андрей Войновский — Джеймс, сын начальника почтовой конторы
- Николай Серебренников — служащий гостиницы

## Съёмочная группа
- Режиссёр: Антонина Зиновьева
- Сценарист: Нина Герман
- Операторы: Вадим Василевский, Юрий Исаков
- Художники: Валерий Вейцлер, Игорь Зеленский
- Звукорежиссёр: Э. Олейникова